# Friedrich von Haseldorf

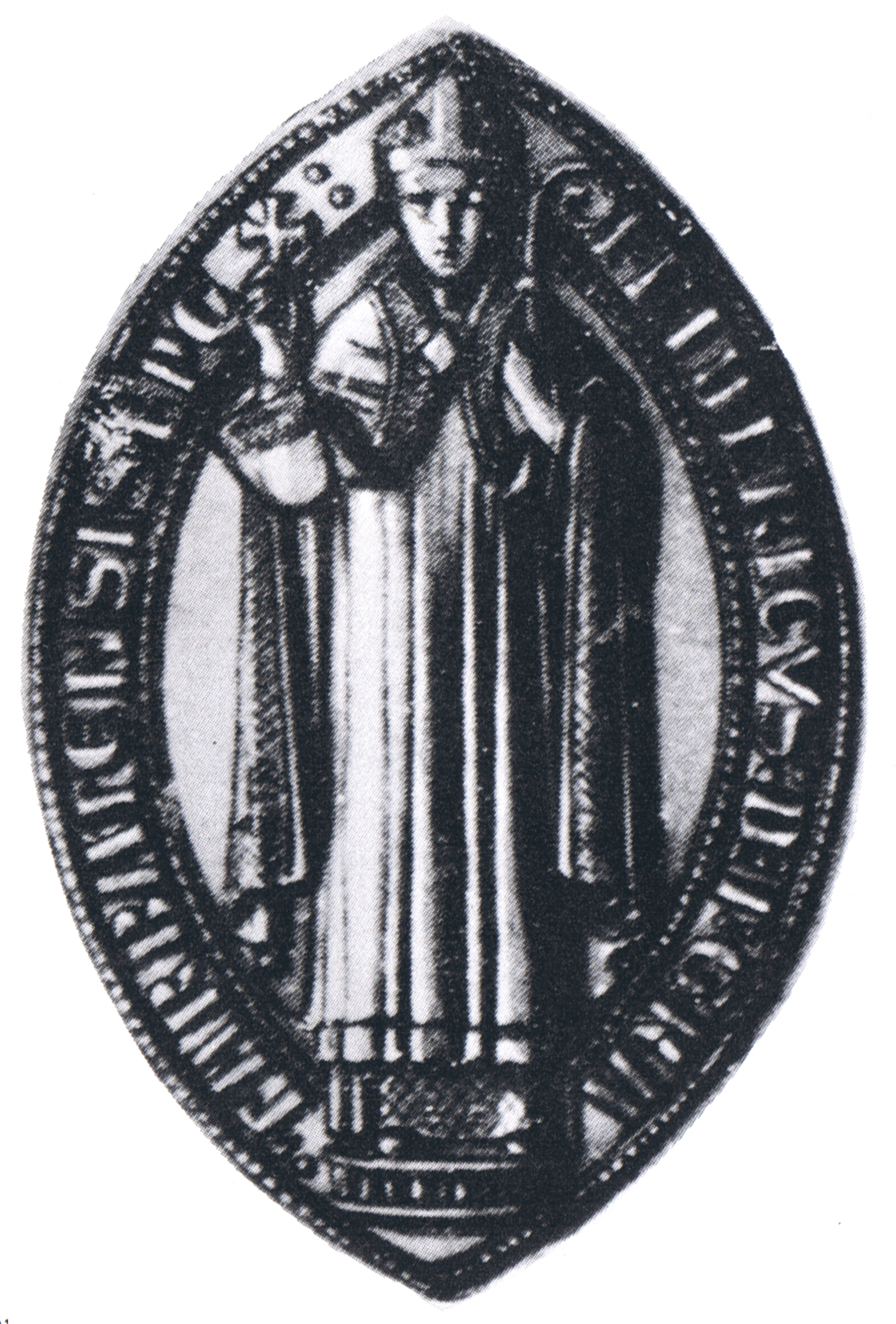
Siegel Friedrich II von Haseldorf als Bischof von Dorpat 1278

Friedrich von Haseldorf, auch genannt Haselthorp (* um 1220; † 4. Dezember 1285 oder 1289) war 1268  Bischof von Karelien und von 1268 bis 1285/89 Bischof von Dorpat.

## Leben
Der Sohn von Theodor (Dietrich) von Haseldorf aus Haseldorf an der Elbe in Holstein, dessen Vater Adico (auch Odico) einer der Gründer des Klosters St. Marien bei Stade war, und von Abt Wibald von Corvey wegen Entfremdung von Kirchengütern des Klosters Kemnade oft belangt wurde.
Sein Verwandter, Friedrich der Ältere (1146–1272) war Ministeriale des Erzstifts Bremen zu dem die sieben nordelbischen Gemeinden der Haseldorfer Marsch gehörten. Theodor (auch Dietrich I.), einer der Begründer des Kanonissenstifts Heeslingen, fiel im Kreuzzug gegen die Litauer in der Schlacht bei Schaulen in Semgallen am 22. September 1236. Jedoch war er kein „Edler“, wie ihn die Livländische Reimchronik nannte. Aber die Ministerialen von Bremen zählten im Osten öfter zu den Edlen noch vor Mitgliedern der Fürstenfamilie.
Friedrichs Mutter war Helena, ihr Todestag war der 12. August. Friedrich selbst war Ritter und verheiratet mit einer Frau namens Jutta und hatte zwei Töchter, Adelheid und Gertrud. Adelheid ehelichte Heinrich III. von Barmstede.
Im Jahr 1255 trat Friedrich, der im Mannesstamm letzter seines Geschlechts war, in den geistlichen Stand und wurde 1258 Kanonikus am Hamburger Domkapitel, nachdem er die Klöster Himmelpforten und St. Marien bei Stade reich beschenkte, ersterem später sogar den Hauptteil seines Erbes zugedachte. Seine bremischen Ministerialgüter gingen mit Gertrud an Otto von Barmstede, der dafür der Nobilität entsagte.
Als Papst Alexander IV. 1255 auf sehr zweifelhafte Angaben hin dem Erzbischof Albert von Buxhovede auftrug, ein Bistum Karelien auf einem den nowgorodschen Russen erst abzunehmenden Territorium zu errichten, wählte dieser dazu seinen Verwandten Friedrich, der aber erst 1268 als Bischof nachweisbar ist, und sein Bistum selber nicht behaupten konnte.
Nachdem aber Bischof Alexander von Dorpat am 18. Februar 1268 in der Schlacht bei Wesenberg gegen Russen gefallen war, wurde Friedrich zum Fürstbischof von Dorpat postuliert und im Dezember des Jahres oder Januar 1269 geweiht. Indessen durchzog er 1268 und 1269 Deutschland als Kreuzzugsprediger.
1268 war er als Weihbischof in Naumburg aktiv. Zusammen mit Friedrich I. von Torgau und Christian, Bischof von Litauen, weihte er die Klosterkirche Pforta und gewährte einen Ablass. Als Bischof von Dorpat urkundete er in Pforta Anfang 1269 mehrfach.
Erst im Winter kam er nach Livland, nahm am Feldzug gegen die auf Oesel eingefallenen Litauer teil und am 16. Februar 1270 an der Eisschlacht bei Karussen, scheint aber erst seit 1274 dauernd in Livland geblieben zu sein, 1280 und 1281 machte er die Feldzüge des Schwertordens gegen Schamaiten und Semgallen mit. Den Handel der deutschen Kaufleute suchte er von Nowgorod abzulenken. Erkrankt in Reval am 15. Dezember 1284, starb er am 4. Dezember, nicht vor 1285 und nicht nach 1289, da im November 1290 schon über sein persönliches Erbe verhandelt wurde.
Dies war auf dem Weg per Schiff nach Westen nach Stralsund gelangt, vom Fürsten Wizlaw II. von Rügen mit Beschlag belegt, jedoch beanspruchten es Kloster Himmelpforten und Truchsess Markwart, vielleicht zweiter Gemahl oder Sohn von Friedrichs Tochter Adelheid.